# Parafia Narodzenia Najświętszej Maryi Panny w Chmielku
Parafia Narodzenia Najświętszej Maryi Panny w Chmielku – parafia rzymskokatolicka znajdująca się we wsi Chmielek, w gminie Łukowa, w powiecie biłgorajskim, w województwie lubelskim, należąca do dekanatu Tarnogród diecezji zamojsko-lubaczowskiej.
Została erygowana w dniu 11 września 2010 roku przez księdza biskupa Wacława Depo. Duszpasterstwo w niej pełni jeden kapłan.  
Do parafii należą wierni z następujących miejscowości: Chmielek, Chmielek-Kolonia, Pisklaki, Szarajówka, Szostaki.
6 stycznia 2025 roku w tragicznym wypadku samochodowym zmarł długoletni proboszcz parafii ks. Marek Tworek.

## Proboszczowie
- ks. Marek Tworek (2010–2025)[3]
- ks. Marian Pokrywka (od 15 stycznia 2025)[4]